# Таврийская городская община
Таврийская городская община (укр. Таврійська міська громада) — территориальная община в Каховском районе Херсонской области Украины.
Образована в ходе административно-территориальной реформы 7 сентября 2016 путем объединения Каменского сельского совета Каховского района и Таврийского городского совета Новокаховского горсовета.
С февраля 2022 года община находится под российской оккупацией в ходе вторжения России в Украину.
Площадь общины — 250,7 км², население — 16 992 человека (2022).
Своё название община получила от названия административного центра, где размещены органы власти — города Таврийск.

## Населённые пункты
В состав общины входят 8 населённый пунктов: город Таврийск, посёлок Плодовое и 6 сёл: Каменка, Новокаменка, Сергеевка, Цукуры, Червоное Подолье, Чернянка.